# Parantica meeki
Parantica meeki är en fjärilsart som beskrevs av Grose-smith 1897. Parantica meeki ingår i släktet Parantica och familjen praktfjärilar. Inga underarter finns listade i Catalogue of Life.